# Jacques Vaucanson
Jacques Vaucanson   (Grenoble, 24 de febrer de 1709 - París, 21 de novembre de 1782) fou un enginyer i inventor francès al qual se li acredita la creació del primer robot així com la creació del primer teler completament automatitzat. Autodidacta i aficionat des de petit als mecanismes, en una època en què els autòmats fascinaven les corts europees de la il·lustració, representava l'esperit de la intel·lectualitat de l'època: els seus autòmats reflectien un interès enciclopèdic per la tècnica, l'anatomia i l'art. Entre els seus admiradors hi havia Voltaire, que veia l'enginyer com a «un Prometeu modern».

## Infantesa i joventut
Va néixer a Grenoble, França a 1709 com Jacques Vaucanson (la partícula «de» va ser agregada posteriorment al seu nom per l'Académie des Sciences). Com a fill d'un fabricant de guants, va créixer en la pobresa, i quan era jove aspirava a fer-se rellotger. Va ser així com un dia, quan era a l'església, va observar detingudament el rellotge de la capella i va reeixir fabricar-ne un de semblant setmanes més tard. Aquest fet no va passar per desapercebut per la mare, que el va enviar a estudiar a l'orde dels Jesuïtes i posteriorment es va unir a l'orde dels Minims a Lyon. Volia seguir els estudis religiosos, però ho va deixar atès el seu renovat interès en els artefactes mecànics després d'una trobada amb el cirurgià Le Cat, de qui va aprendre coneixements d'anatomia. Aquesta nova formació li va permetre desenvolupar els primers artefactes mecànics que imitaven funcions biològiques vitals com la circulació, la respiració i la digestió, com ara l'ànec amb aparell digestiu.

## Carrera com a inventor d'autòmats

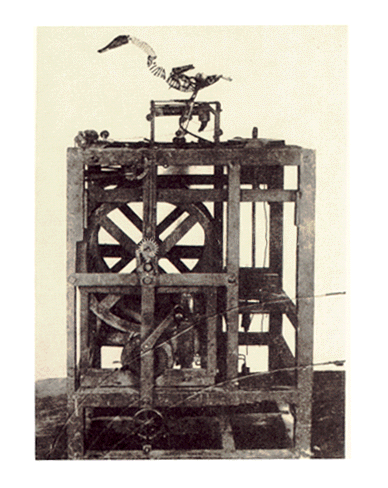
Autòmat de l'ànec, destruït el 1879

Vaucanson somiava, segons un document oficial, «en construir màquines capaces d'excitar la curiositat del públic». És per això que el 1737, va construir el seu primer autòmat, Joueur de Flûte (El Flautista), una figura de mida natural d'un pastor que tocava la flauta i tenia un repertori de dotze cançons. L'any següent, a principi de 1738, va presentar la seva creació a l'Académie Des Sciences, juntament amb una memòria escrita estructurada en dues parts: primer Vaucanson se centra en l'estudi de tocar la flauta, i posteriorment en el mecanisme en si mateix.
Vaucanson explica a la memòria del flautista que tenia al cap construir-lo des de feia molt temps, però que va decidir no començar fins a haver estudiat a fons tota la tècnica d'execució de l'instrument. Es va fixar especialment en la forma dels llavis i en la pressió d'aire que s'havia d'aplicar per tal d'obtenir notes greus i agudes; per poder passar d'una octava a una altra amb un simple moviment de boca i amb la modificació de la velocitat de l'aire que entra a la flauta. A més, també va recrear el funcionament d'una tràquea i la complexitat de la llengua amb sistemes de manxes i tubs. El realisme de l'autòmat va sorprendre tothom, però per a Vaucanson no hi havia prou i es passà molt temps treballant per a obtenir un material el més semblant possible a la pell humana, precisament per humanitzar les seves creacions. Aquest símil amb la pell humana es va posar en pràctica amb la creació dels dits del flautista, recoberts en una tela especial que tenia la sensibilitat necessària al tacte per tocar l'instrument.
Més tard aquell mateix any, va crear dos autòmats addicionals, Joueur de Tambourin («El Timbaler») i Canard digérateur, («L'Ànec amb aparell digestiu»), aquest darrer considerat la seva peça mestra. Les seves creacions reflectien un interès enciclopèdic per la tècnica, l'anatomia i l'art; fet que va portar a l'admiració a figures com Voltaire i Frederic Guillem II de Prússia, qui va intentar portar-lo a la seva cort. Vaucanson, però, desitjant servir només al seu propi país, va rebutjar l'oferta.
En aquells temps, les criatures mecàniques eren més aviat vistes com un capritx a Europa, i tot i que la majoria podrien ser classificades com a simples joguines, les seves creacions van ser reconegudes com una revolució gràcies a llur sofisticada mecànica realista. No obstant aquest reconeixement, i després d'haver guanyat molta fama i prestigi amb els autòmats, Vaucanson es va cansar de dedicar-se a l'entreteniment i decidí enviar de gira les seves creacions i aprofitar l'entusiasme del rei Lluís XV, que poc després l'anomenà inspector de manufactures de seda i li confià les millors tècniques de la indústria.
L'enginyer audaç va vendre les seves joguines i automàticament se'n va desconéixer el seu parer. Es diu que l'ànec va aparèixer al soterrani d'una casa d'empenyoraments d'Alemanya unes dècades més tard, i que Johann Wolfgang von Goethe el va veure l'any 1805 a casa d'un col·leccionista. Segons Goethe, l'ànec encara menjava flocs de civada amb empenta, però havia perdut els poders digestius.
Posteriorment, Vaucanson va decidir aplicar el seu talent a altres projectes més útils. És així com va dissenyar i construir una màquina per filar seda, que va ser un important predecessor dels telers automàtics moderns.

## Incredulitat del públic a la presentació dels seus invents
Tot i haver presentat invents amb una molt minuciosa preparació i configuració, Vaucanson va rebre crítiques del públic en diverses ocasions davant l'autenticitat del funcionament d'aquests projectes. Així doncs, dos dels seus grans projectes van causar molta polèmica a pesar de tenir un èxit immediat; aquests van ser: l'Ànec amb aparell digestiu i El flautista.
L’ànec amb aparell digestiu, era un autòmat creat el 1738 i actualment és considerat la primera mascota robòtica de la història. Aquest realitzava tot el procés metabòlic d'ingerir menjar fins a defecar, i va esdevenir l'autòmat més reeixit de Vaucanson. L'ànec estava fabricat a mida real, en coure recobert d'or i comptava amb més de 400 peces mòbils, així com presentava un sistema digestiu artificial que permetia ingerir grans, digerir-los i excretar-los posteriorment. Aquest procés de metabolisme va ser aconseguit gràcies a un complicat sistema de músculs artificials, conductes digestius i components químics que digerien el gra. Vaucanson (que fins i tot havia dotat l'animal amb un tub de goma per on viatjava l'aliment) explicava que a l'interior hi havia «un petit laboratori químic» que recreava la descomposició del menjar amb sucs gàstrics artificials, però el cert és que el miracle no era veritable: un compartiment secret contenia una farineta verda que simulava l'aliment digerit i el menjar es dipositava en un altre dipòsit. D’aquesta manera, el públic va dubtar sobre aquest funcionament que Vaucanson va voler vendre i alguns comentaristes creien que la substància verda que s'expulsava del cos de l'animal no s'havia elaborat a partir del menjar ingerit, sinó que era un producte preparat amb antelació. Tot i això, l'invent va tenir un èxit indubtable i va ser afalagat per nombrosos crítics.
D’altra banda, El flautista també va rebre la crítica del públic. Aquesta va ser la seva primera creació famosa, era la figura d'un flautista de la mida d'un home, capaç de tocar 12 melodies. No era un truc barat, l'autòmat reproduïa el so amb la mecànica dels seus músculs artificials. L'inventor va recrear el funcionament d'una tràquea i la complexitat de la llengua amb sistemes de manxes i tubs. Els dits del flautista eren de fusta recoberta de tela que imitava la textura de la pell, indispensable per obtenir la sensibilitat necessària al tacte amb l'instrument. Rigollay de Juvigny, contemporani de Vaucanson, afirmà que durant els primers dies d'exhibició, la gent no volia creure que la flauta de l'autòmat sonava de veritat, sinó que s'imaginaven que hi havia un orgue alemany tancat dins el cos de la figura. Els més incrèduls van trigar poc en ser convençuts que l'autòmat tocava realment l'instrument, que el vent que sortia dels seus llavis el feia sonar i que el moviment dels dits tocava les diferents notes. La màquina va ser sotmesa a un examen escrupolós i els espectadors en van poder veure els ressorts que el formaven i el seu funcionament.

## Serveis al govern francès
El 1741 va ser nomenat inspector de les manufactures de seda a França pel Cardenal Fleury, primer ministre de Lluís XV. Se li va encarregar la reforma del procés de manufactura de seda. A l'època, la indústria tèxtil francesa havia estat superada per l'anglesa i escocesa. Vaucanson va promoure àmplies reformes per a l'automatització del procés tèxtil. A 1745 va crear el primer teler completament automàtic del món.
Vaucanson estava ocupat en automatitzar la indústria tèxtil francesa amb targetes perforades, una tecnologia que, refinada posteriorment per Joseph Marie Jacquard més de mig segle després, revolucionaria els telers i, en el segle xx, es faria servir per introduir dades en ordinadors i per emmagatzemar informació en format binari. No obstant això, les seves idees no van ser ben rebudes pels teixidors, i moltes de les més revolucionàries van ser àmpliament ignorades.
Va inventar diverses màquines-eina, com el primer entorn metàl·lic amb carro portaeines, cap 1751 (la  Historia de la Tecnologia de Derry i Williams  retarda aquesta invenció fins a 1768 i indica que el precursor seria Antoine Thiout, que cap a 1750 havia inventat un torn amb portaeines mogut en un eix roscat). Va ser descrit a l'Enciclopèdia Diderot-D'Alenbert.
A 1746 va ser nomenat membre de l'Acadèmia Francesa de Ciències.

## Llegat
Va morir a París el 1782. Vaucanson va deixar com a llegat a Lluís XVI un recull de les seves obres: el Cabinet des Mécaniques du Roi, del que fou nomenat conservador Alexandre-Théophile Vandermonde. La col·lecció es convertiria en el fons inicial de l'Conservatoire National des Arts et Métiers de París.
Tots els seus autòmats originals s'han perdut. Se sap que  El flautista  i  El tamborilero  van ser destruïts durant la Revolució Francesa. Les seves idees sobre l'automatització dels telers, si bé ignorades en vida, van ser perfeccionades i implementades posteriorment per Joseph Marie Jacquard, el creador del teler de Jacquard.
El Liceu Vaucanson de Grenoble és anomenat així en el seu honor i prepara a estudiants per carreres en enginyeries i altres camps tècnics.